# General Problem Solver
General Problem Solver programmet blev skrevet af Allen Newell og Herbert Simon i 1957. Programmet blev skabt på baggrund af de Newells og Simons studier i logik. Programmet blev lavet til at spille skak og til at afprøve de ideer de to havde. Selv om programmet kunne klare simple matematiske gåder så som Tårnene ved Hanoi, da de kunne blive ordenligt indlæst med komplet information, kunne det ikke klare nogle problemer fra den virkelige verden.
Programmet fungerede via "Trial-and-error" metoden hvor programmet prøvede sig frem for at finde det rigtige svar. Først fandt den brugbart input for derefter at skabe noget output og derved komme tættere og tættere på svaret.
| filosofi | Spire Denne filosofiartikel er en spire som bør udbygges. Du er velkommen til at hjælpe Wikipedia ved at udvide den. |